# Mofleni, Dolj
Mofleni este o localitate componentă a municipiului Craiova din județul Dolj, Oltenia, România. În partea de vest se învecinează cu râul Jiu pe o distanță de 1,5 Km, iar în nord cu Parcul Tineretului. La recensământul din anul 2002, au fost recenzate aici 1641 de locuitori, din care 1343 români, 296 țigani, iar 2 locuitori de altă naționalitate.

## Istoric
Pe teritoriul localității Mofleni se află ruinele capitalei tribului pelilor, Pelendava.

## Personalități născute aici
- Lelia Deselnicu (n. 1973), atletă.